# Vojtěch Filip
Vojtěch Filip (* 13. ledna 1955 České Budějovice) je český politik, bývalý předseda Komunistické strany Čech a Moravy, v letech 2002–2010 a znovu 2013–2021 místopředseda Poslanecké sněmovny Parlamentu České republiky, v letech 1996–2021 člen Poslanecké sněmovny, počátkem 90. let poslanec Sněmovny lidu Federálního shromáždění, placený spolupracovník StB. Od února 2022 předseda představenstva Česko-čínské smíšené obchodní a průmyslové komory, od roku 2024 rovněž zastupitel Jihočeského kraje.

## Mládí
Narodil se v rodině vojáka z povolání a vyrůstal v Jedovarech. Jeho maminka pochází ze Slovenska. Jeho dědeček byl v roce 1950 odsouzen v politickém procesu a vězněn v Leopoldově. Rehabilitován byl v roce 1990. Studoval na gymnáziu v Trhových Svinech; v této době vstoupil do Socialistického svazu mládeže a během studia byl ideologickým referentem jeho školského výboru. Později studoval právo na právnické fakultě Univerzity Jana Evangelisty Purkyně v Brně. Po úspěšném ukončení studia v roce 1978 nastoupil jako právník do továrny Sfinx v Českých Budějovicích. V roce 1979 se oženil, z manželství má syna a dceru.

## Spolupráce s StB
V roce 1983 vstoupil do KSČ. Od července 1985 udržoval kontakt s příslušníky Státní bezpečností (StB), nejdříve jako kandidát tajné spolupráce „Vojtěch“. Dne 15. dubna 1986 byl získán jako ideologický spolupracovník StB mjr. Lubomírem Antalem pod krycím jménem „Falmer“. Vojtěch Filip byl řízen oblastním odborem S-StB České Budějovice, součástí I. správy SNB (Správou rozvědky StB). Za tajnou spolupráci s StB, která především spočívala v tipování osob, byl IS „Falmer“ opakovaně finančně odměněn. Od 16. července 1985 až do 1. prosince 1989, kdy uskutečnil poslední schůzku se svými řídícími pracovníky, absolvoval Vojtěch Filip jako (KTS „Vojtěch“ a IS „Falmer“) s příslušníky StB celkem 55 schůzek. V období 16. července 1985 – 5. dubna 1986 to bylo 7 schůzek, od 22. května 1986 do konce roku 1986 ještě dalších 6 schůzek, v roce 1987 to bylo 13 schůzek, v roce 1988 dalších 12 schůzek a nejintenzivněji podával hlášení v roce 1989, kdy uskutečnil plných 17 schůzek s příslušníky StB. Angažoval se zejména v akcích StB „Konto“ a „Lora“.

### Akce „Konto“
V Akci „Konto“ byla v druhé polovině osmdesátých let 20. století na základě zpráv Vojtěcha Filipa sledována příslušníky StB paní Eva Vlasáková, pracovnice podniku zahraničního obchodu Merkuria, který zastupoval n. p. Sfinx na západních trzích. Na základě nepravdivých informací Vojtěcha Filipa, které předal svému řídícímu důstojníkovi mjr. Lubomíru Antalovi, byla podezírána ze založení valutového konta v zahraničí a z důvěrných osobních kontaktů se zahraničními občany. Krajská správa StB na ni vedla v letech 1985–1989 spis prověřované osoby. V podniku Merkuria byla následně podrobena vyšetřování Výborem lidové kontroly.

### Akce „Lora“
V akci „Lora“ se Vojtěch Filip snažil v letech 1985–1987 získat důvěru paní Jarmily Vidlákové-Wiesmannové (1955), která se provdala do Spolkové republiky Německo a spolu se svým manželem provozovala noční podnik „Cabaret Carussell” ve městě Waiblingen, které leží asi 10 km SV od Stuttgartu. StB se prostřednictvím Vojtěcha Filipa snažila získat informace o vojácích americké armády, kteří působili na nedaleké vojenské základně NATO, a podnik navštěvovali. Vojtěch Filip na základě úkolování StB opakovaně při svých zahraničních výjezdech v rámci SSM (MBT) zmíněný podnik navštívil a napsal manželům Wiesmannovým dopisy, kde je zval k návštěvě Československa. Výsledky akce „Lora“ jsou zachyceny v objektovém svazku, který vedl Oblastní odbor StB v Českých Budějovicích ve spolupráci s centrálou komunistické rozvědky (37. odbor I. S-SNB).

### Soudy o spolupráci
Podle původního rozsudku Okresního soudu v Českých Budějovicích z roku 1992 ovšem s StB nespolupracoval vědomě. Příslušný svazek StB publikoval v říjnu 2005 na svých internetových stránkách historik Bořivoj Čelovský. Pozdější rozhodnutí téhož soudu z 4. července 2006 předešlý výrok přehodnotilo: Filip podle něj spolupracoval vědomě, jen nevěděl, že zpravodajská služba, jíž závazek podepsal, byla organizačně zařazena pod StB.

## Advokátní praxe
Má advokátní praxi, kterou provozoval souběžně se svými funkcemi v Poslanecké sněmovně i v KSČM.
Zastupoval například od roku 2006 Honební společenstvo Jickovice v sporech s Janem Schwarzenbergem o změnu honitby přičleněním honebních pozemků ve Vůsí a Kučeři, spor však trvá více než deset let.
Měl také zastupovat podnikatele Petra Macha ve sporu s Občanskou demokratickou stranou o vrácení půjčky 350 tisíc Kč i s úroky, o které ODS tvrdila, že je promlčená.

## Politická činnost

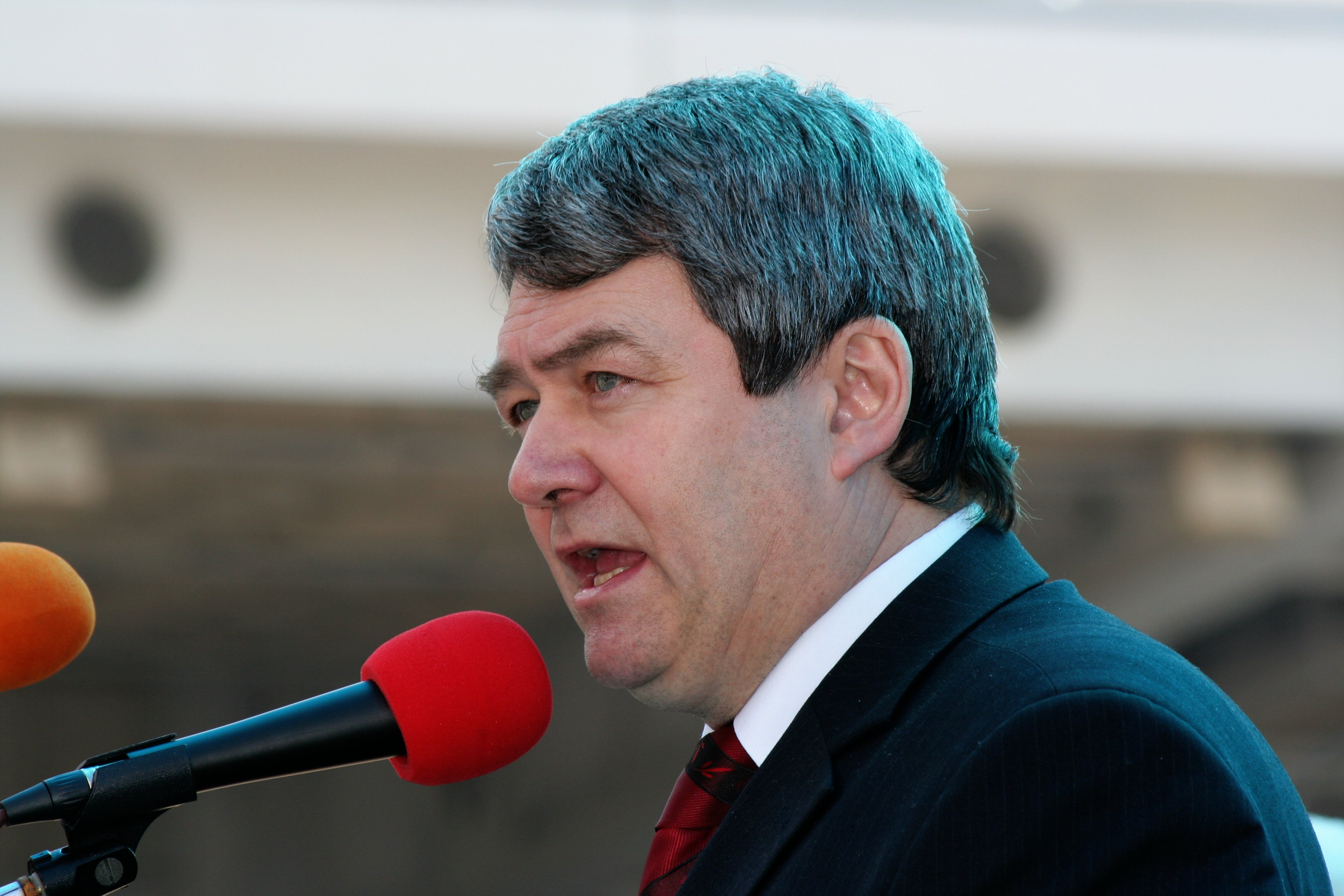
Vojtěch Filip na 1. máji 2006

Ve volbách roku 1990 zasedl do Sněmovny lidu Federálního shromáždění (volební obvod Jihočeský kraj) za KSČ (KSČS), která v té době byla volným svazkem obou republikových komunistických stran. Po jejím postupném rozvolňování se rozpadla na samostatnou stranu na Slovensku a v českých zemích. V roce 1991 proto Filip přešel do poslaneckého klubu KSČM. Za KSČM (respektive koalici Levý blok) obhájil mandát ve volbách roku 1992. Ve Federálním shromáždění setrval do zániku Československa v prosinci 1992. Ve federálním parlamentu vyjadřoval mj. svůj odpor proti ekonomické reformě vlády Mariána Čalfy. V roce 1992 hlasoval jako jeden ze dvou poslanců proti rezoluci kritizující porušování lidských práv na Kubě.
Po rozpadu federace a zániku federálního parlamentu se do vrcholné politiky vrátil ve volbách v roce 1996, kdy byl zvolen do Poslanecké sněmovny Parlamentu České republiky za KSČM. Poslanecký mandát obhájil ve volbách roku 1998, volbách roku 2002, volbách roku 2006 i volbách roku 2010. V letech 2002–2010 a 2013–2018 působil navíc i ve funkci místopředsedy Poslanecké sněmovny.
Počátkem 21. století se stal výraznou postavou v rámci KSČM. Na jejím 6. sjezdu v květnu 2004 se stal hlavním konkurentem předsedy strany Miroslava Grebeníčka. Jako Grebeníčkův vyzyvatel sice postoupil do druhého kola předsednické volby, ale nakonec byl poražen. Po roce a půl ale Vojtěch Filip po Grebeníčkově rezignaci vedení strany převzal a od 1. října 2005 vykonává funkci předsedy KSČM.
Ve volbách do Poslanecké sněmovny PČR v roce 2013 úspěšně kandidoval v Jihočeském kraji jako lídr KSČM. Stranu dovedl k zisku 14,9 % hlasů. Dne 27. listopadu 2013 byl zvolen místopředsedou Poslanecké sněmovny, když získal v tajné volbě 151 hlasů. Funkci vykonával do října 2017.
Ve stínové vládě KSČM zastává post jejího předsedy. Na IX. sjezdu KSČM v Praze byl v polovině května 2016 opět zvolen předsedou strany. Získal 203 hlasů, zatímco jeho konkurent Josef Skála jen 155 hlasů.
Ve volbách do Poslanecké sněmovny PČR v roce 2017 byl lídrem KSČM v Jihočeském kraji. Získal 4 691 preferenčních hlasů a obhájil tak mandát poslance. V listopadu 2017 se stal místopředsedou Poslanecké sněmovny PČR. Dostal 121 hlasů od 195 přítomných poslanců.
Na X. sjezdu KSČM v Nymburku dne 21. dubna 2018 opět obhájil post předsedy strany, a to proti pěti vyzyvatelům. Ve druhém kole tajné volby získal nakonec 165 ze 308 platných hlasů, jeho největší konkurent Josef Skála obdržel jen 143 hlasů. V červnu 2018 se stal 1. místopředsedou Poslanecké sněmovny PČR, rozhodl o tom předseda Sněmovny Radek Vondráček. Nahradil tak Jana Hamáčka, který ve vedení Sněmovny skončil, jelikož se stal ministrem vnitra ČR.
V komunálních volbách v roce 2018 byl zvolen za KSČM zastupitelem města České Budějovice (na kandidátce původně figuroval na 21. místě, ale vlivem preferenčních hlasů skončil první). V září 2019 na mandát rezignoval.
Filip ostře kritizoval rozhodnutí amerického prezidenta Donalda Trumpa uznat Jeruzalém za izraelské hlavní město a přesunout do Jeruzaléma americkou ambasádu, přestože východní Jeruzalém, který byl Izraelem nelegálně anektován po vojenské okupaci v roce 1967, považují Palestinci za hlavní město svého Státu Palestina.
Na dotaz Parlamentních listů co si myslí o oficiální statistice Eurostatu, která uvádí, že mezi léty 2010 až 2016 odteklo z ČR do zahraničí na dividendách 7,6 procenta HDP, tedy 2252 miliard korun, zatímco dotace z EU činily 1,9 procenta HDP, neboli 563 miliard korun, Filip odpověděl, že „Fungování EU není férové a nejvíce solidaritu vyžadují ti, kteří od nás čerpají zisky pro své mateřské firmy. Tak ať alespoň tito takzvaní komentátoři a analytici svým občanům nelžou.“
V říjnu roku 2019 označil tureckou vojenskou invazi na sever Sýrie, namířenou proti Kurdům na území Rojavy, za „totální selhání NATO“.
Filip podpořil ministra zahraničí Tomáše Petříčka, ministra kultury Lubomíra Zaorálka a bývalého ministra zahraničí Karla Schwarzenberga, kteří ve společném prohlášení z 23. května 2020 odsoudili plánovanou izraelskou anexi židovských osad, které Izrael od roku 1967 vybudoval na okupovaném Západním břehu Jordánu. Podle Filipa „S Karlem Schwarzenbergem většinou nesouhlasím, ale jejich stanovisko má racionální jádro. Jednání Trumpa s Izraelci je jednak v rozporu s cestovní mapou, ale také by to znamenalo, že by nebyla šance na vznik palestinského státu, což je úkol vyplývající z rozhodnutí OSN ve 40. letech minulého století.“
V průběhu sčítání výsledků voleb do Poslanecké sněmovny dne 9. října 2021 rezignoval na svou předsednickou funkci. Sám kandidoval na 2. místě kandidátky KSČM v Jihočeském kraji, ale zvolen nebyl, jelikož se strana do Sněmovny PČR vůbec nedostala.

### Po odchodu z politiky
V únoru 2022 se ucházel o kandidaturu na prezidenta za KSČM ve volbách v roce 2023, strana však dala přednost jeho dlouholetému rivalovi Josefu Skálovi.
Od února 2022 je předsedou Česko-čínské smíšené obchodní a průmyslové komory.

### Snaha o návrat do politiky
Ve volbách do Senátu PČR v roce 2024 kandidoval jako člen KSČM v obvodu č. 14 – České Budějovice. V prvním kole získal 9,83 % hlasů, skončil čtvrtý, a nepostoupil tak do druhého kola.
V krajských volbách v roce 2024 kandidoval do Zastupitelstva Jihočeského kraje z 16. místa kandidátky subjektu „STAČILO!, koalice KSČM, ČSSD, ČSNS, SD-SN“. Vlivem preferenčních hlasů však skončil druhý, a získal tak mandát zastupitele.

## Kontroverze
Dlouholetým poradcem Filipa je česko-vietnamský podnikatel Tien Tran Manh, který má dobré kontakty na nejvyšší představitele vietnamské komunistické vlády. V roce 2019 Filip odcestoval v čele delegace parlamentního výboru pro zdravotnictví do Vietnamu, kde lobboval za zakázky pro české firmy.
V listopadu 2014 odcestoval jako místopředseda Poslanecké sněmovny na pozvání svého ruského protějška, místopředsedy Státní dumy, Sergeje Železňaka (rusky Сергей Владимирович Железняк) nečekaně do Moskvy. Poslanecká sněmovna se od této jeho zahraniční cesty a zastávaných postojů v Moskvě veřejně distancovala. Bouřlivá diskuze vznikla také nad financováním této kontroverzní cesty. Nakonec ji sama zaplatila, stála 44 000 Kč.
Svými názory se řadí k ortodoxním komunistům. Ačkoliv odmítá neostalinismus, na sjezdu KSČM dne 24. února 2007 vyzval k návratu k marxismu a Vladimíru Iljiči Leninovi, chválil reálný socialismus a uvedl také, že by se komunisté mohli postavit do čela „eventuálních revolučních procesů“. V projevu na Mezinárodním setkání komunistických a dělnických stran v Hanoji ve Vietnamské socialistické republice koncem října 2016 účastníky vyzval, aby se společnými silami postavili kapitalistickému systému, a vysvětlil, že „historie nás učí, že revoluční doba nazrává, když je oslaben důležitý článek systému. Příkladem je Velká říjnová socialistická revoluce.“
Filip kritizoval cestu předsedy Senátu Miloše Vystrčila na Tchaj-wan a prohlásil, že „popření principu jedné Číny je krokem proti zájmům České republiky“. Za tento postoj ho pochválil vedoucí Oddělení pro mezinárodní styky Komunistické strany Číny. Tchaj-wan označil za pouhou provincii Číny a Vystrčila vyzval k cestě do Pekingu, protože „každý státník ve vysoké ústavní funkci nejdřív jede do hlavního města a pak do provincie.“

### Spojení s podnikatelem Tomášem Horáčkem
Silnou kritiku vyvolala informace, že Filip lobboval za zájmy trestně stíhaného ústeckého podnikatele Tomáše Horáčka a to přinejmenším během cesty do Kazachstánu. Odeslal také na přelomu let 2017 a 2018 tři dopisy Finančnímu úřadu Ústeckého kraje, ve kterých kritizoval kontroly v Horáčkově firmě, které ukázaly možné porušení rozpočtové kázně v nich. Podle zjištění policie převzal Filip od Horáčka částku půl milionu korun, které však neuvedl ve svém majetkovém přiznání za rok 2018.

## Ocenění
V roce 2007 mu německá levicová Společnost na ochranu občanských práv a lidské důstojnosti, která má vazby na bývalý komunistický režim v Německé demokratické republice, udělila cenu za lidská práva.
Je nositelem nejvyššího státního vyznamenání Vietnamu.